# Miek Janssen

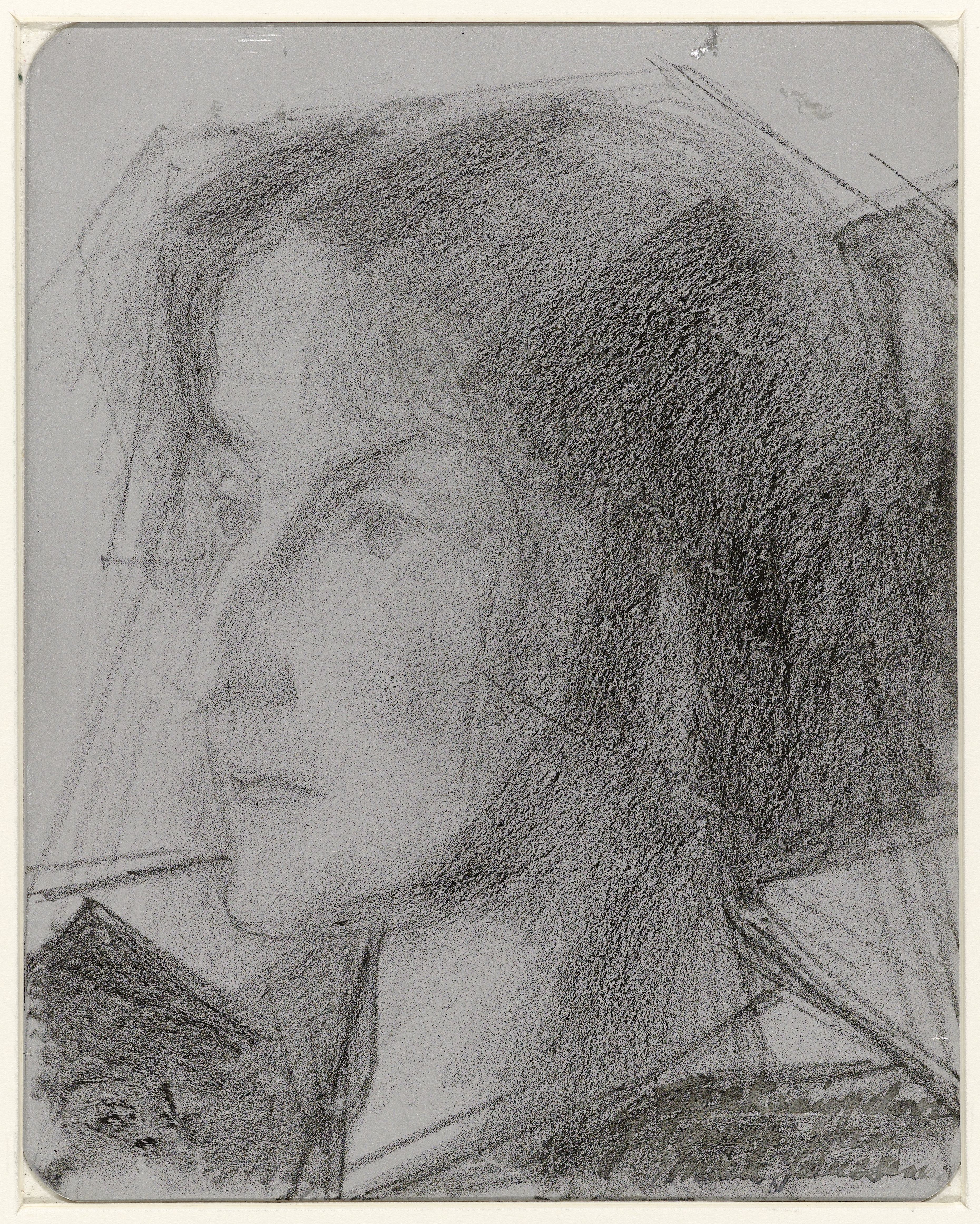
Jan Toorop: Portret van Miek Janssen

Miek Janssen (eigentlich Wilhelmina Martha Catharina Janssen, Ehename Miek le Conge Kleyn-Janssen; * 11. April 1890 in Arnhem; † 20. November 1953 in Hilversum) war eine niederländische Dichterin, Kunstschriftstellerin und Malerin, deren Wirken sich vorrangig um den Maler Jan Toorop drehte.

## Leben und Werk
Miek Janssen wurde 1890 in Arnhem als Tochter von Catharina Frederika, geb. Dijkstra und ihrem Ehemann, dem Kellner und späteren Hotelier Theodor Janssen geboren und wuchs in Oosterbeek auf. Sie hatte einen älteren Bruder, eine Schwester und einen jüngeren Bruder. Sie erhielt wie ihre Geschwister eine künstlerisch geprägte Ausbildung, sie schrieb Gedichte und erhielt Gesangs- und Zeichenunterricht. Ihre Mutter war römisch-katholisch und ihr Vater unbekannter Konfession; sie selbst ließ sich erst 1914 katholisch taufen. 

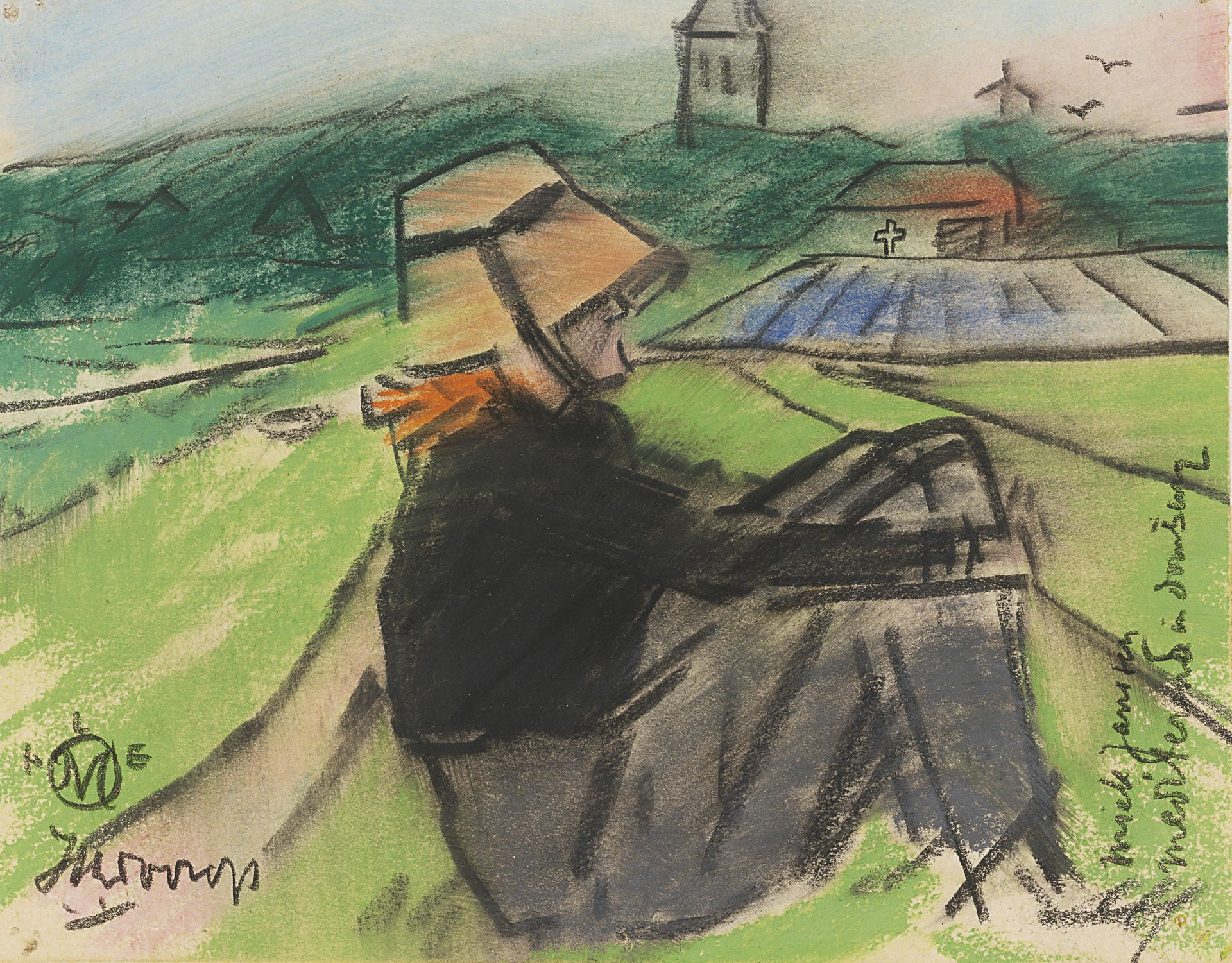
Jan Toorop: Miek Janssen, Domburg (1918–1922)

Eine enge Freundschaft verband sie 1912 mit dem Maler Jan Toorop, der sie ermutigte, Kunstkritiken zu schreiben. Außerdem publizierte sie erste Gedichte in seinem Ausstellungskatalog. Er wiederum illustrierte ihre seit 1915 erschienenen Gedichtsammlungen und sie stand ihm Modell. Ein Essay über Jan Toorop, das sie 1915 in Onze Kunst veröffentlichte, erschien im selben Jahr als Buch, das in mehreren Auflagen erschien. Es folgten weitere Veröffentlichungen über den Maler, außerdem begann sie unter seiner Anleitung zu malen. Die Verbindung mit dem verheirateten Familienvater Toorop war vor allem durch einen gemeinsamen mystischen Katholizismus geprägt.
Bis 1921 lebte sie in Apeldoorn, ab 1922 in Den Haag. Sie schrieb diverse fromm-religiöse Stücke und Romane, die von der Kritik nicht besonders gut aufgenommen wurden. Anerkennung kam nur von katholischer Seite und mit Jan Toorop befreundeten Personen, und offenbar war sie sich ihrer begrenzten Fähigkeiten als Autorin bewusst.
Im Alter von 45 Jahren heiratete Miek Janssen Rodolphe le Conge Kleyn, einen 65-jährigen Witwer mit zwei minderjährigen Kindern. Er unterstützte sie bei ihren kulturellen Aktivitäten und finanzierte ihre Publikationen. 1951 zog sie mit ihrem Ehemann nach Laren in Nordholland.
Am 20. November 1953 starb Miek Janssen in Hilversum und wurde auf dem Friedhof in Laren beigesetzt.
Im selben Jahr erschienen ein Sammelband ihrer Gedichte und eine weitere Publikation. Insgesamt blieb die Kritik auf Abstand zu ihren Werken.

## Publikationen

### Gedichtbände
- Aan den einder (1915)
- Aan de bron (1916)
- Schaduw van den toren (1918)

### Stücke
- De onreinen (1919)
- Mysterienspiel De wroeging (1922)

### Romane
- Renera Genoveva de Caettens (1925)
- Leven! (1929)

### Auf Deutsch erschienen
- Miek Janssen: Jan Toorop (= Die Auswahl aus neuerer Dichtung und Kunst. Band 18). Führer-Verlag [Volksvereins-Verlag], Mönchengladbach 1927.